# Artère rectale inférieure
L’artère rectale inférieure (ou artère hémorroïdale inférieure) est une artère systémique de l'abdomen située dans le petit bassin. Elle vascularise le canal anal.

## Origine
L'artère rectale inférieure nait de l'artère pudendale interne au niveau de la tubérosité ischiatique. 

## Trajet
L'artère rectale inférieure passe par le canal pudendal accompagnée du nerf pudendal, puis se divise en deux ou trois branches qui traversent la fosse ischio-anale.  
Ces dernières se distribuent aux muscles sphincter interne et externe de l'anus, élévateur de l'anus et obturateur interne. Elles vascularisent également la sous-muqueuse de canal anal, la zone cutanée péri-anale et de la fesse inférieure. 
et à la peau de la région anale et envoient des ramifications autour du bord inférieur du muscle grand glutéal jusqu'à la peau de la fesse. 
Elles s'anastomosent avec les vaisseaux équivalents du côté opposé, avec les artères rectales supérieures et moyennes, et avec l'artère périnéale .

## Galerie

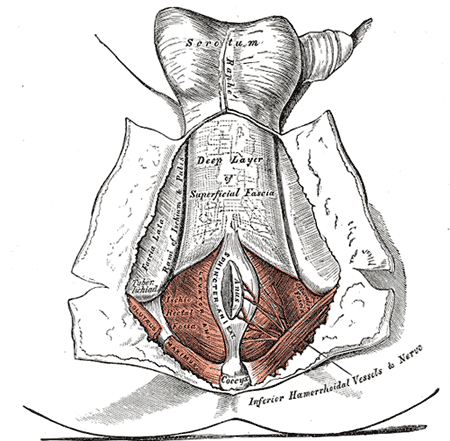
Le périnée. Le peau et la couche superficielle du fascia superficiel se répondent entre elles.